# August Kopff
| 542 Susanna                      | 15 de agosto de 1904 |
| 579 Sidonia                      | 3 de Novembro 1905   |
| 582 Olympia                      | 23 de Janeiro 1906   |
| 584 Semiramis                    | 15 de Janeiro 1906   |
| 585 Bilkis                       | 16 de Fevereiro 1906 |
| 589 Croatia                      | 3 de Março 1906      |
| 591 Irmgard                      | 14 de Março 1906     |
| 593 Titania                      | 20 de Março 1906     |
| 595 Polyxena                     | 27 de Março 1906     |
| 596 Scheila                      | 21 de Fevereiro 1906 |
| 606 Brangane                     | 18 de Setembro 1906  |
| 607 Jenny                        | 18 de Setembro 1906  |
| 608 Adolfine                     | 18 de Setembro 1906  |
| 612 Veronika                     | 8 de Outubro 1906    |
| 613 Ginevra                      | 11 de Outubro 1906   |
| 614 Pia                          | 11 de Outubro 1906   |
| 615 Roswitha                     | 11 de Outubro 1906   |
| 616 Elly                         | 17 de Outubro 1906   |
| 617 Patroclus                    | 17 de Outubro 1906   |
| 619 Triberga                     | 22 de Outubro 1906   |
| 621 Werdandi                     | 11 de Novembro 1906  |
| 624 Hektor                       | 10 de Fevereiro 1907 |
| 625 Xenia                        | 11 de Fevereiro 1907 |
| 626 Notburga                     | 11 de Fevereiro 1907 |
| 627 Charis                       | 4 de Março 1907      |
| 628 Christine                    | 7 de Março 1907      |
| 629 Bernardina                   | 7 de Março 1907      |
| 630 Euphemia                     | 7 de Março 1907      |
| 631 Philippina                   | 21 de Março 1907     |
| 632 Pyrrha                       | 5 de Abril 1907      |
| 633 Zelima                       | 12 de Maio 1907      |
| 634 Ute                          | 12 de Maio 1907      |
| 640 Brambilla                    | 29 de Agosto 1907    |
| 643 Scheherezade                 | 8 de Setembro 1907   |
| 644 Cosima                       | 7 de Setembro 1907   |
| 646 Kastalia                     | 11 de Setembro 1907  |
| 647 Adelgunde                    | 11 de Setembro 1907  |
| 648 Pippa                        | 11 de Setembro 1907  |
| 649 Josefa                       | 11 de Setembro 1907  |
| 650 Amalasuntha                  | 4 de Outubro 1907    |
| 651 Antikleia                    | 4 de Outubro 1907    |
| 654 Zelinda                      | 4 de Janeiro 1908    |
| 656 Beagle                       | 22 de Janeiro 1908   |
| 657 Gunlod                       | 23 de Janeiro 1908   |
| 658 Asteria                      | 23 de Janeiro 1908   |
| 663 Gerlinde                     | 24 de Junho 1908     |
| 664 Judith                       | 24 de Junho 1908     |
| 666 Desdemona                    | 23 de Julho 1908     |
| 667 Denise                       | 23 de Julho 1908     |
| 668 Dora                         | 27 de Julho 1908     |
| 669 Kypria                       | 20 de Agosto 1908    |
| 670 Ottegebe                     | 20 de Agosto 1908    |
| 672 Astarte                      | 21 de Setembro 1908  |
| 677 Aaltje                       | 18 de Janeiro 1909   |
| 679 Pax                          | 28 de Janeiro 1909   |
| 680 Genoveva                     | 22 de Abril 1909     |
| 681 Gorgo                        | 13 de Maio 1909      |
| 682 Hagar                        | 17 de Junho 1909     |
| 684 Hildburg                     | 8 de Agosto 1909     |
| 686 Gersuind                     | 15 de Agosto 1909    |
| 692 Hippodamia                   | 5 de Novembro 1901   |
| 693 Zerbinetta                   | 21 de Setembro 1909  |
| 754 Malabar                      | 22 de Agosto 1906    |
| 1780 Kippes                      | 12 de Setembro 1906  |
| 1781 Van Biesbroeck              | 17 de Outubro 1906   |
| 3105 Stumpff                     | 8 de Agosto 1907     |
| 3133 Sendai                      | 4 de Outubro 1907    |
| 3687 Dzus                        | 7 de Outubro 1908    |
| 1. com Paul Götz 2. com Max Wolf |                      |

August Kopff (Heidelberg, 5 de fevereiro de 1882 — Heidelberg, 25 de abril de 1960) foi um astrônomo alemão. Descobriu muitos cometas e asteroides.
O asteroide 1631 Kopff foi assim nomeado em sua homenagem.